# Gąsówka-Osse
Gąsówka-Osse – wieś w Polsce położona w województwie podlaskim, w powiecie białostockim, w gminie Łapy. Zajmuje obszar o powierzchni 429 ha. W latach 1954–72 dzielnica Łap.
Częściami wsi są Gąsówka-Bagno i Buczycha.

## Historia
Zaścianek szlachecki Osse należący do okolicy zaściankowej Gąsówka położony był w drugiej połowie XVII wieku w powiecie suraskim ziemi bielskiej województwa podlaskiego.
Jeszcze na początku XX w. wieś zamieszkiwana była przez 34 osoby zamieszkujące zaledwie 2 domy. Wieś należała do parafii Płonka, gminy Sokoły w powiecie Wysokie Mazowieckie.
4 października 1954 Gąsówkę-Osse włączono do Łap. 1 stycznia 1973 ponownie samodzielna wieś w nowo utworzonej gminie Łapy.
W latach 1975–1998 miejscowość administracyjnie należała do województwa białostockiego.

## Wiara
Wierni kościoła rzymskokatolickiego należą do parafii św. Jana Chrzciciela w Łapach.